# يحيى بن عدي
أبو زكريا، يحيى بن عدي بن حميد ابن زكريا التكريتي. منطقي، وفيلسوف، ومترجم للفلسفة. صرف جلَّ عنايته للمنطق فلقِّب بالمنطقي. يبدأ القدماء بتعريفه بقولهم: إليه انتهت الرئاسة في المنطق ومعرفة علوم الحكمة، أي الفلسفة. ويضيف بعضهم أنَّهُ كان أوحد دهره. وكان أحد أبرز المترجمين للتراث الفلسفي وخاصَّة عن السريانية إلى العربيَّة. وإلى جانب اشتهاره بالترجمة كان كثير الكتابة والنسخ فقد كان عالي الهمَّة شديد الشَّغف بالعلم ومتابعة شؤونه، وقد بقي العديد من آثاره بخطِّ يده.

## نشأته
ولد يحيى بن عدي في تكريت لعائلة مسيحية سريانيةَّ، وكانت في زمانه واحدةً من أكثر مدن العراق أهميَّة من جهة الفكر والثقافة وحلقات العلم والتعليم. ولكن بغداد هي محجة العلم والعلماء من قبل طلاب العلم، ولذلك لا عجب في أن يؤمها يحيى بن عدي لمتابعة دراسته، ورُبَّما كان ذلك نحو سنة 296هـ أَو بعد ذلك بقليل. نشأ أبو زكريا نصرانيًا يعقوبيًا فانعكس هذا على إنتاجه، فقد كان مهتمًا باللاهوت وألف فيه الكثير من الكتب.

## حياته
روى ابن النديم في الفهرست أنَّهُ عاتب يوماً يحيى بن عدي على كثرة نسخه وانقطاعه للكتابة فأجابه يحيى قائلاً: «من أيِّ شيءٍ تعجب في هذا الوقت؟ من صبري؟ قد نسخت بخطِّي نسختين من التَّفسير للطبري وحملتهما إلى ملوك الأطراف. وقد كتبت من كتب المتكلمين ما لا يحصى، ولعهدي وأنا أكتب في اليوم والليل مئة ورقة وأقل». عندما توفي متى بن يونس انتهت إلى يحيى بن عدي رئاسة المدرسة الأرسطية في العالم الإسلامي، فقال عنه المسعودي: «لا أعلم في هذا الوقت أحدًا يرجع إليه في ذلك، إلا رجلًا واحدًا، من النصارى، بمدينة السلام، يعرف بأبي زكريا بن عدي». صحيحٌ أنَّ لفلسفة ابن عدي مكانةً مرموقةً في تاريخ الفكر الفلسفيِّ العربيِّ خاصَّةً والعالمي عامَّةً، إلاَّ أنَّ أكثر ما يسجل له هو مدرسته التي خرَّجت عظماء الفلسفة والفكر والأدب في تاريخ الحضارة العربيَّة، فلما علا صيته وطارت في البلاد سمعته توافد إلى حلقته طلاب العلم من كلِّ حدبٍ وصوب، ومن كل الملل والنحل في شتى أرجاء الدولة العربية الإسلاميَّة. ومن هؤلاء الأعلام الذين تخرَّجوا في مدرسة ابن عدي: أبو سليمان السجستاني المنطقي المتوفى سنة 391هـ، وهو صاحب «صوان الحكمة»، وقد ترأس جماعة الفلاسفة في بغداد بعد وفاة يحيى، وأبو حيان التوحيدي فيلسوف الأدباء وأديب الفلاسفة (ت414هـ)، والفيلسوف الأخلاقي أبو علي مسكويه (ت421هـ)، وعيسى بن زرعة (ت398هـ) الذي كان من أخص تلاميذ يحيى ومكمل تعليمه في اللاهوت، وأبو القاسم عيسى بن علي بن عيسى (ت391هـ)، وأبو الخير الحسن بن سوار المعروف بابن الخمار (407هـ)، وإليه يرجع فضل إيصال تعاليم يحيى في المنطق، وأبو علي بن السمح (ت418هـ) وهو الذي دَوَّن دروس يحيى في السماع الطبيعي لأرسطو.

## مؤلفاته
ذكر له القفطي تسعة وأربعين مؤلفاً، وابن أبي أصيبعة سبعة مؤلفات، واكتفى ابن النديم بثلاثة. وربما يكون أغسطين بيرييه Augustin Perier أول من قدم بحثاً شاملاً لمؤلفات يحيى بن عدي، وكان ذلك في عام 1920 فذكر فيه واحداً وأربعين مؤلفاً لاهوتياً، وستين مؤلفاً فلسفيًّاً ما بَيْنَ التَّأليف والترجمة. ثم جاء جورج جراف George Graf، وقدم سنة 1947 جردًا لمؤلفات يحيى الدينية، من لاهوت ودفاع وأخلاق وتفسير وغيرها. فعدد 49 كتابا ومقالة، وذكر المخطوطات التي تحويها، والطبعات والأبحاث الخاصة بها. وأخيرًا جاء جرهارد أندرس Gerhard Endress، فوضع كتابه الشامل عن مؤلفات يحيى بن عدي، سنة 1977، وقع في 160 صفحة. فجدد معلوماتنا عن مؤلفات يحيى الفلسفية تجديدًا تامًا، إذ اكتشف في مكتبات طهران وتركيا والهند والاتحاد السوفياتي، وغيرها من مكتبات الشرق الإسلامي، جزءًا كبيرًا مما كان يعتقد مفقودًا. وأعطى المراجع الكاملة لكل نص، وحلله بغاية الدقة. وصل عدد الآثار التي تركها في أبعد التصورات إلى 142 أثراً ما بَيْنَ تأليف وترجمة وكتاب ورسالة ومقال، معظمها مفقودٌ وقليلها مطبوعٌ. كتب يحيى بن عدي في مواضيع شتى منها علم الكلام، والمنطق، والأخلاق، والتوحيد، والتثليث، والتأنس، واللاهوت. وهذه قائمة مؤلفاته:
| ترجمات فلسفية                    | ترجمات فلسفية | الحالة      | |
| -------------------------------- | --- | ----------- | --- |
| 1                                | النواميس لأفلاطون | مفقود       | |
| 2                                | طيماوس لأفلاطون | مفقود       | |
| 3                                | قاطيغورياس لأرسطو | مخطوط       | |
| 4                                | طوبيقا لأرسطو | مخطوط       | |
| 5                                | سوفسطيقا لأرسطو | مطبوع       | |
| 6                                | السماع الطبيعي لأرسطو (كتاب 1 – 2) | مفقود       | |
| 7                                | النفس لأرسطو | مخطوط       | |
| 8                                | ما بعد الطبيعة لأرسطو (كتاب ميم) | مفقود       | |
| 9                                | ما بعد الطبيعة لأرسطو (كتاب لام – فقرات) | مطبوع       | |
| 10                               | الشعر لأرسطو | مفقود       | |
| 11                               | ما بعد الطبيعة لتاوفرسطس | مطبوع       | |
| 12                               | تفسير قاطيغورياس أرسطو، للإسكندر الأفروديسي | مفقود       | |
| 13                               | تفسير السماع الطبيعي، للإسكندر الأفروديسي | مفقود       | |
| 14                               | تفسير السماء لأرسطو، للإسكندر الأفروديسي | مفقود       | |
| 15                               | شرح الآثار العلوية لأرسطو ، للإسكندر الأفروديسي | مفقود       | |
| 16                               | شرح السماء لأرسطو ، لثامسطيوس | مفقود       | توجد نسخة مترجمة إلى العربية ولكن الأصل مفقود                                                                                 |
| 17                               | شرح الكون والفساد، لألمفيدورس | مفقود       | |
| 18                               | الفلاحة الرومية، تأليف الحكيم قسطوس بن إسكوراسكينة | مفقود       | |
| 19                               | مقالة صغيرة في فهريمطرس(محيط) الأرض | مطبوع       | |
| تفاسير لأرسطو ومفسريه            | تفاسير لأرسطو ومفسريه | الحالة      | |
| 1                                | تفسير منطق أرسطو | مطبوع       | |
| 2                                | حواش على قاطيغورياس أرسطو | مخطوط       | |
| 3                                | حواش على كتاب العبارة لأرسطو | مخطوط       | |
| 4                                | تفسير أنالوطيقا الأولى | مطبوع جزئيًا | |
| 5                                | تفسير أنالوطيقا الثاني | مطبوع جزئيًا | |
| 6                                | تفسير طوبيقا لأرسطو | مفقود       | |
| 7                                | شرح كتاب سوفسطيقا لأرسطو | مفقود       | |
| 8                                | حواش على إيساغوجي فرفوريوس | مطبوع جزئيًا | |
| 9                                | عدة مسائل في إيساغوجي فرفوريوس | مفقود       | |
| 10                               | تفسير السماع الطبيعي لأرسطو | مطبوع       | |
| 11                               | تفسير المقالة الأولى(ألف الصغرى) من كتاب ما بعد الطبيعة لأرسطو | مطبوع       | |
| 12                               | شرح معاني مقالة الإسكندر الأفروديسي في الفرق بين الجنس والمادة | مخطوط       | |
| مقالات في المنطق                 | مقالات في المنطق | الحالة      | |
| 1                                | مقالة في البحوث الخمسة عن الرؤوس الثمانية | مفقود       | |
| 2                                | مقالة في البحوث الأربعة العلمية ، عن صناعة المنطق . وهي : هل هي ؟ وما هي ؟ وأي شئ هي ؟ ولم هي ؟                                                                      | مطبوع       | |
| 3                                | مقالة في أنية صناعة المنطق ، وماهيتها ، ولميّتها | مفقود       | |
| 4                                | مقالة في تبيين فضل صناعة المنطق | مفقود       | |
| 5                                | قول فيه تفسير أشياء ذكرها عند ذكره فضل صناعة المنطق | مخطوط       | |
| 6                                | مقالة في تبيين الفصل بين صناعي المنطق الفلسفي والنحو العربي | مطبوع       | |
| 7                                | ما كتب به إلى أبي حاتم بن جعفر السجستاني، في الحاجة إلى معرفة ماهية الجنس والفصل والنوع والخاصة والعرض في معرفة البرهان.                                             | مخطوط       | |
| 8                                | مقالة في تبيين أن الشخص اسم مشترك | مخطوط       | |
| 9                                | مقالة في أن حرارة النار ليست جوهرا للنار | مفقود       | |
| 10                               | مقالة بينه وبين إبراهيم بن عدي الكاتب، ومناقضته في أن الجسم جوهر وعرض                                                                                                | مفقود       | |
| 11                               | مقالة في جواب إبراهيم بن عدي الكاتب | مفقود       | |
| 12                               | مقالة في أن العرض ليس هو جنسا للتسع المقولات العرضية | مخطوط       | |
| 13                               | مقالة في قسمة الأجناس الستة التي لم يقسمها أرسطوطاليس إلى أجناسها المتوسطة وأنواعها وأشخاصها.                                                                        | مفقود       | |
| 14                               | مقالة في أن الكم ليس فيه تضاد | مفقود       | |
| 15                               | كتاب في تبيين أن للعدد والإضافة ذاتين موجودتين في الأعداد – أو "مقالة في العدد والإضافة"                                                                             | مخطوط       | |
| 16                               | مقالة في نهج السبيل إلى تحليل القياسات | مفقود       | |
| 17                               | مقالة في المخرسات المبطلة لكتاب القياس | مفقود       | |
| 18                               | رسالة في وجوه قول القائل "القائم غير القاعد" | مفقود       | |
| 19                               | تعاليق عدة عن أبي بشر متى، في أمور جرت بينهما في المنطق | مفقود       | |
| 21                               | تعاليق عدة (يحتوي على 60 تعليقا على كتاب "المقولات" وكتاب "العبارة" لأرسطو)                                                                                          | مخطوط       | |
| 22                               | أجوبة (وعددها 12) عن مسائل ابن أبي سعيد بن عثمان بن سعيد اليهودي | مخطوط       | |
| مقالات علمية: طبيعة، رياضيات، طب | مقالات علمية: طبيعة، رياضيات، طب | الحالة      | |
| 1                                | مقالة في الكل والأجزاء | مخطوط       | |
| 2                                | مقالة في بيين أن كل متصل إنما ينقسم إلى منفصل، وغير ممكن أن ينقسم إلى ما لا ينقسم                                                                                    | مخطوط       | |
| 3                                | القول في أن كل متصل فإنه ينقسم إلى أشياء تنقسم دائما بغير نهاية | مخطوط       | |
| 4                                | قول في الجزء الذي لا يتجزأ | مخطوط       | |
| 5                                | مقالة في تزييف قول القائلين بتركيب الأجسام من أجزاء لا تتجزأ | مفقود       | |
| 6                                | مقالة في ثلاثة بحوث عن غير المتناهي | مخطوط       | |
| 7                                | مقالة في أن العدد ليس هو ذا نهاية من تلقاء أوله، وغير متناه من تلقاء آخره                                                                                            | مخطوط       | |
| 8                                | جواب عن فصل من كتاب أبي الجيش [أو : الحسن ، أو : الحبيش] النحوي، فيما ظنه في أن العدد غير متناه                                                                      | مخطوط       | |
| 9                                | مقالة في أنه ليس شئ موجود غير متناه ، لا عددا ولا عظما | مفقود       | |
| 10                               | مقالة في الرد على من قال بأن الأجسام مجلبة [أو : مجتلبة ؟] ، على طريق الجدل [أو : البدل ؟]                                                                           | مفقود       | |
| 11                               | مقالة في أن القطر غير مشارك لضلع | مفقود       | |
| 13                               | جواب عن مسائل لأبي علي بن زرعة | مفقود       | |
| 14                               | مقالة في استخراج العدد المضمر، من غير أن يسأل المضمر عن شئ | مفقود       | |
| 15                               | مقالة في النار النازلة في كنيسة القيامة، في المسجد الأقصى | مفقود       | |
| 16                               | كتاب في منافع الباه ومضاره، وجهة استعماله | مخطوط       | |
| علم الكلام وما بعد الطبيعة       | علم الكلام وما بعد الطبيعة | الحالة      | |
| 1                                | مقالة في الموجودات | مطبوع       | |
| 2                                | مقالة في البحوث العلمية الأربعة عن أصناف الموجود الثلاثة : الإلهي، والطبيعي، والمنطقي                                                                                | مفقود       | |
| 3                                | مقالة في تبيين وجود الأمور العامية | مخطوط       | |
| 4                                | جواب مسألة وردت من الري [في القيامة]، في ذي القعدة من سنة إحدى [وأربعين ؟] وثلاث مائة                                                                                | مخطوط       | |
| 5                                | رؤيا (في النفس) | مخطوط       | |
| 6                                | مقالة في ماهية العلم | مفقود       | |
| 7                                | مقالة في التوحيد، المنشأة في رجب سنة 328 | مطبوع       | |
| 8                                | [ملحق] الشك المعترض في ذلك، وحله | مطبوع       | |
| 9                                | مقالة في إثبات طبيعة الممكن | مطبوع       | |
| 10                               | كتاب في الشبهة في إبطال الممكن | مفقود       | |
| 11                               | جواب الدارمي وأبي الحسن المتكلم عن المسألة في إبطال الممكن | مفقود       | |
| 12                               | مقالة في تبيين ضلالة من يعتقد أن علم البارئ بالأمور الممكنة [يتم] قبل وجودها                                                                                         | مفقود       | |
| 13                               | تعليق آخر في هذا المعنى | مفقود       | |
| 14                               | رسالة إلى أبي عمرو سعد بن الزيني[؟]، في نقض الحجج التي أنفذها إليه في نصرة قول القائلين إن الأفعال خلق لله واكتساب للعباد                                            | مطبوع       | |
| 15                               | رسالة لأبي بكر الآدمي العطار، فيما تحقق من اعتقاد الحكماء، بعد النظر والتحقيق                                                                                        | مفقود       | |
| الأخلاق                          | الأخلاق | الحالة      | |
| 1                                | كتاب تهذيب الأخلاق | مطبوع       | اُختلف في كاتبه فنسب للجاحظ، وابن عربي، ويحيى بن عدي، وابن الهيثم. والأقرب أنه الأخير كما بين ذلك محمد عابد الجابري في بحث له. |
| 2                                | مقالة في سياسة النفس | مفقود       | |
| 3                                | مقالة في حال ترك طلب النسل | مطبوع       | |
| 4                                | مخاطبة بين صديقين لي، في معناها | مخطوط       | |
| 5                                | [مناظرة في حال ترك طلب النسل] | مخطوط       | |
| 6                                | إجابة صديقنا عما استفتيناه فيه من المسائل الثلاث [ في ترك طلب النسل] الواردة في المحرم سنة ثلاث وخمسين وثلاث مائة                                                    | مخطوط       | |
| التوحيد والتثليث                 | التوحيد والتثليث | الحالة      | |
| 1                                | تبيين غلط محمد بن هارون، المعروف بأبي عيسى الوراق، عما ذكره في كتابه "في الرد على الثلاث فرق من النصارى"                                                             | مطبوع       | |
| 2                                | مقالة في تبيين غلط أبي يوسف يعقوب بن إسحاق الكندي، في مقالته "في الرد على النصارى"، أنشئت في شهر رمضان سنة خمسين وثلاث مائة                                          | مطبوع       | |
| 3                                | مقالة في صحة اعتقاد النصارى في البارئ أنه جوهر واحد ذو ثلاث صفات | مطبوع       | |
| 4                                | مقالة في تمثيل النصارى الابن بالعاقل دون المعقول، والروح بالمعقول دون العاقل، وحل الشك في ذلك                                                                        | مطبوع       | |
| 5                                | جواب عن مسائل سأل عنها سائل في الأقانيم الثلاثة | مطبوع       | |
| 6                                | مقالة في تبيين الوجه الذي عليه يصح القول في البارئ "إنه جوهر واحد، ذو ثلاث خواص، تسميها النصارى أقانيم"                                                              | مطبوع       | |
| 7                                | جواب عن مسألة جرت بين يدي علي بن عيسى بن الجراح في التثليث والتوحيد                                                                                                  | مطبوع       | |
| 8                                | حواش أربع في وحدانية الله، وعلمه بما يكون قبل ما يكون | مخطوط       | |
| 9                                | رسالة في القول في وحدانية البارئ، وبأي الأنحاء سموه واحدًا وثلاثة | مخطوط       | |
| 10                               | أجوبة عن ثلاث مسائل سأله عنها صديقه أبو علي سعيد ابن داديشوع، في ذي القعدة سنة ثماني وخمسين وثلاث مائة                                                               | مطبوع       | |
| 11                               | قول في الهيولى | مطبوع       | |
| 12                               | إيضاح في التوحيد، مما أملاه عنه فرج بن جرجس بن أفريم، في مبادئ الموجودات ومراتب قواها                                                                                | مطبوع       | |
| في النصرانية والتأنس واللاهوت    | في النصرانية والتأنس واللاهوت | الحالة      | |
| 1                                | مقالة في إثبات صدق الإنجيل ، على طريق القياس | مطبوع       | |
| 2                                | قول في اختلاف لفظ الأناجيل ومعانيها | مطبوع       | |
| 3                                | قول في ذكر الأسباب الموجبة لاختلاف الإنجيليين ، فيما أتوا به في الأناجيل .                                                                                           | مخطوط       | |
| 4                                | تأويل لجواب السيد المسيح للكاتب الذي سأله فقال: "ماذا أعمل لأرث الحياة ؟" في إنجيل لوقا                                                                              | مخطوط       | |
| 5                                | المسألة التي أنفذها إلى أبي الحسن زرعة بن سقراطيس ، وفيها حل الشك في قول السيد المسيح عن اليوم والساعة                                                               | مخطوط       | |
| 6                                | حل الشك في قول السيد المسيح ، إذ كان مصلوبا : "يا أبي ، إن أمكن ، فتتجاوزني هذه الكأس"                                                                               | مخطوط       | |
| 7                                | مسألة سأل عنها الجهيني في قول الإنجيل : "إنه لن يصعد> إلى السماء ، إلا الذي نزل من السماء"                                                                           | مخطوط       | |
| 8                                | مسألة سأل عنها الجهيني أيضا ، في هذا المجلس ، في أنه مكتوب في التوراة : "إنّ كل مصلوب ملعون"                                                                          | مخطوط       | |
| 9                                | تفسير قول الرب في الإنجيل : "إن الأصحاء لا يحتاجون إلى طبيب" | مخطوط       | |
| 10                               | مسألة في معنى العذارى الحكيمات والجاهلات ، وتناقض القول في أن "بني العالم أحكم من بني النور في جيلهم"                                                                | مخطوط       | |
| 11                               | مسألة في قول الإنجيل : "لا تبذلوا القدس للكلاب ، ولا تلقوا جواهركم قدام الخنازير"                                                                                    | مخطوط       | |
| 12                               | تفسير قول الإنجيل الطاهر : "إن شككتك عينك ، فاقلعها ، أو رجلك ... وكل واحد يملح بالنار"                                                                              | مخطوط       | |
| 13                               | مقالة في وجوب التأنس | مطبوع       | |
| 14                               | حل حجج من رام أن يلزم النصارى أن اتحاد الكلمة بالإنسان، في حال موته، غير ممكن                                                                                        | مخطوط       | |
| 15                               | جواب عن مسألة سأل عنها مخالفو النصارى في نقضهم أوصاف المسيح من جهة التأنس                                                                                            | مطبوع       | |
| 16                               | مقالة في غلط من يقول: "إن المسيح واحد بالعرض" | مطبوع       | |
| 17                               | مقالة في إمكان التأنس، وإحالة امتناعه | مخطوط       | |
| 18                               | رد على الثلاثة سؤالات في تصديق القول بموت الإله، والموت الإرادي والطبيعي                                                                                             | مخطوط       | |
| 19                               | جواب عن ترك الآباء لفظة "مات"، في الأمانة الجامعة | مخطوط       | |
| 20                               | جواب عن سؤال قائل: "أي شئ ولدت مريم ؟" | مخطوط       | |
| 21                               | مقالة في قولنا "وتجسد من الروح القدس ومن مريم العذراء" | مطبوع       | |
| 22                               | مقالة في تنزيه السيدة مريم عن ملابسة الرجال | مطبوع       | |
| 23                               | رسالة إلى أبي الحسن القاسم بن حبيب، فيما سأله إنشاءه له، من الرد على النسطورية، ونقض حججهم، وإثبات ما تخالفهم فيه اليعقوبية، والإرشاد إلى موضع خطأ النسطورية وغلطهم. | مطبوع       | |
| 24                               | نسخة ما زعم أبو الخير بشر بن فضل الصيرفي أنه كاف في نقض ما تضمنته هذه الرسالة من الحجج                                                                               | مخطوط       | |
| 25                               | مناقضة يحيى بن عدي لقرياقس بن زكريا الحراني، والرد عليه: من إبانة غلط النسطورية في هذه الرسالة، ونقض حججهم، من طريق المنطق                                           | مخطوط       | |
| 26                               | مناقضة أيضا لأحمد بن محمد المصري، في نصرته للنسطورية، ومناقضة (في الرد عليهم في هذه الرسالة) ما يعتقده من أن المسيح جوهران                                           | مطبوع       | |
| 27                               | قول في أن جوهر المسيح واحد | مطبوع       | |
| 28                               | مناظرة في أن مريم ولدت إلها | مخطوط       | |
| 29                               | من كلامه في الهداية والصفات | مخطوط       | |
| 30                               | مقالة يدل فيها على أن المسيح جوهر، لا جوهران، ردا على النساطرة | مخطوط       | |
| 31                               | حجتان على النسطورية: إحداهما يثبت فيها جوهر وحدانية المسيح، والأخرى يثبت أن الاتحاد جوهر                                                                             | مخطوط       | |
| 32                               | كتاب البرهان في الدين | مخطوط       | |
| 33                               | شرح ما عن لي، من معاني ما أنفذه إلي أبونا مار يوانيس الأسقف، من القول المنسوب إلى إيراثاوس الطاهر، في سنة خمس وخمسين وثلاث مائة                                      | مخطوط       | |
| 34                               | قول في تضليل من حذف من الصلاة الإنجيلية: "اغفر لنا، كما غفرنا لمن أخطأ إلينا"                                                                                        | مخطوط       | |
| 35                               | [مقالة في التوجه في الصلاة إلى الشرق] | مفقود       | |
| 36                               | [إجابة في التوجه في الصلاة إلى الشرق] | مخطوط       | |
| 37                               | إجابة عن طلب سبب إكرام النصارى للصليب المقدس، وغير ذلك | مخطوط       | |
| 38                               | قول في سبب إحراق الذبائح | مخطوط       | |
| 39                               | من شرح حُنين بن إسحق، في حاشية كتاب "السماء والعالم" لأرسطو | مخطوط       | |
| 40                               | ثلاثة مقاطع شعرية صغيرة | مطبوع جزئيًا | |

## وفاته
توفي سنة 364هـ وعمره واحد وثمانون سنة، ودفن في مقبرة كنيسة القديس توما في بغداد. ذكر ابن أبي أصيبعة، في كتابه عيون الأخبار، أن أبا زكريا يحيى بن عدي أوصى إسحاق بن زرعة أن يكتب على قبره، حين حضرته الوفاة، هذين البيتين: